# Nagy Dániel (autóversenyző)
Nagy Dániel (Budapest, 1998. április 9. –) magyar autóversenyző, kétszeres magyar bajnok. 

## Pályafutása

### A kezdetek
Nagy Dániel versenyzői pályafutását szimulátorozással kezdte, majd 2011 végén igazi versenyautót is vezethetett az RCM Motorsport színeiben, a hazai autós gyorsasági bajnokságban. 2012-ben már a pódiumos helyezés is összejött – a pontversenyben pedig a 23 főből a 9. helyen zárt úgy, hogy anyagi okokból kifolyólag futamokat kellett kihagynia.
Egy évvel később a Suzuki Kupában bajnok lett – 5 győzelemmel, és összesen 9 dobogós helyezéssel. 2014-ben az RCM Kupában bizonyított, méghozzá dobogókkal és győzelmekkel, ám idő előtt be kellett fejeznie a szezont, családi okok miatt.
2015-ben visszatért a versenyzéshez, és a George Racing Team csapatával megnyerte az RCM Kupát. Emellett egy versenyhétvégén indulhatott a TCR-ben, ahol a Zengő csapat Seat Leónjával az időmérőn 3. lett.

### WTCC

#### 2016 – Lehetőség a Zengő Motorsporttól
2016-ban Nagy Dániel lehetőséget kapott Zengő Zoltántól arra, hogy a túraautózás világbajnoki mezőnyében rajthoz álljon a csapata színeiben egy második számú autóban, Ficza Ferenc csapattársaként. Ám a debütálásra várnia kellett Nagynak, ugyanis a Nika Racing csapatától átvett Civic motorjának a revíziója egészen a nyár közepéig tartott, így először csak a hetedik versenyhétvégén, a Vila Real-i aszfaltcsíkon tudott pályára gördülni. A legjobb eredményét Katarban, a fordított rajtrácsos nyitófutamon érte el egy 11. hely formájában, amely a WTCC Trophy privát értékelésben egy dobogót ért a számára. Az összetettben pont nélkül, a 24. helyen zárt.

#### 2017 – Újabb szezon a Zengőnél
2017. március 13-án a Zengő Motorsport csapatfőnöke, Zengő Zoltán bejelentette, hogy megtartja Nagy Dánielt 2017-re is, azonban a magyar pilóta új csapattársat kapott Aurélien Panis személyében, aki a korábbi Formula–1-es pilóta, Olivier Panis fia.
Nagy már az első hétvégén, Marrokkóban közel járt a pontszerzéshez, ám az első futam utolsó köreiben eltalálta a falat, de a kiesése ellenére tizenegyedikként rangsorolták. Azonban emiatt a második versenyen már nem tudott 100%-os autóval részt venni, így csak a 14. lett.
Néhány hét múlva azonban Monzában -, ahol anno az első szimulátoros köreit megtette – az első futamon behozta a pontszerző, 10. helyre a Hondát, megszerezve az első világbajnoki pontját.
A Hungaroringen a 80 kilogrammos pluszsúly miatt nemigen volt esélye jó eredményre: a nyitóversenyen a 13. pozícióban végzett, a főfutamot motorikus probléma miatt idejekorán fel kellett adnia.
A magyar versenyt a németországi követte a 25 kilométer hosszú Zöld Pokolban. A nyitófutamot a 14. helyen fejezte be, azonban a második verseny utolsó körében 200 kilométer/órás tempónál összetörte az autót.
A német és a portugál versenyvíkend között Nagynak volt egy beugrása a TCR magyarországi versenyhétvégéjén egy SEAT-tal, ahol az első futamon a 15. lett, a másodikon műszaki hiba miatt nem tudott rajthoz állni.
Portugáliából -, ahol egy évvel korábban kezdetét vette a pályafutása – egy 13. és egy 14. hellyel távozott.
Az argentin versenyhétvége előtt pedig komoly változás állt be a Zengő Motorsport életében: a csapat fennállásának első külföldi versenyzője, Aurélien Panis úgy döntött, hogy azonnali hatállyal a rivális TCR szériába igazol. Ezt követően a csapatnál az a döntés született, hogy Nagy Dani átülhet a 2017-es gépbe, a 2015-ös Hondát pedig az ETCC-futamgyőztes Szabó Zsolt Dávid kaphatja meg. Nagy a két futamot Termas de Rio Hondóban a 12. és a 14. pozícióban zárta.
Kínában, egy nehéz kvalifikáció után a nyitó futamon az eső áztatta pályán a futam legjobb Hondás idejét megfutva 14. helyről egészen a pontszerző 8. helyre jött fel, ami WTCC-s pályafutásának legjobb eredménye volt. A második futamon a leesett vízmennyiség versenyzésre alkalmatlanná tette a pályát, így azt a biztonsági autó mögött megtett 4 kör után leintették, és fél pontokat osztottak ki. A hétvége sikereit sajnálatos módon beárnyékolja a tény, hogy a később az összes Hondát – köztük a Zengő Motorsport két autóját is – diszkvalifikálták mind a két futamról, nem homologizált üzemanyag-befecskendező használata miatt, így az első futamon megszerzett 4 pontot is elvesztették.
A japán hétvége során Dániel bejutott a kvalifikáció második szakaszába, ahol a fordított pole pozícióról csak 5 ezred másodperccel lemaradva a 11. rajtpozíciót szerezte meg. Ez volt a Zengő Motorsport első Q2-je Michelisz Norbert 2015-ös távozása óta. Az esős futamokon többek között a szélvédő párásodásának is köszönhetően csak egy 15. és egy 14. helyet sikerült elérnie.
Makaóban a 2017-es szezon legnagyobb mezőnye gyűlt össze, szám szerint 20 autó, amiből 19 kvalifikálta magát a futamra. Közvetlenül csapattársa mögül, a 15. pozícióból rajtolva a nyitófutamon a 15. a főfutamon pedig a pontszerzéstől egy hellyel lemaradva a 11. pozícióban végzett.
A szezonzáró katari hétvégén a halmozott műszaki problémáknak köszönhetően az utolsó helyről indulva, a két futamon több előzést bemutatva egy 15. és egy 13. helyet szerzett.

### TCR Európa-kupa
2018 – Európa-bajnokság a M1RA-val
2018. március 8-án Nagy Dániel a Facebook oldalán jelentette be, hogy 2 év után elváltak útjai a Zengő Motorsporttal, s a 2018-as évben M1RA csapat versenyzőjeként az ETCC helyét átvevő TCR Európa-kupában áll rajthoz. Egy második és egy harmadik hellyel kezdte a májusban indult szezont a Circuit Paul Ricard-on, amely eredményeket ezután – néhány balszerencsés hétvégét követően – a hungaroringi hétvégén tudta megismételni, azonban ezeket az asseni víkend során felül tudta múlni, ugyanis megszerezte az első nemzetközi győzelmét. A bajnokságot végül az 5. helyen zárta 138 pontot szerezve. A bajnok Mikel Azcona lett.
2019 – Csonka szezon
2019-re meghosszabbította szerződését a M1RA csapattal, csapattársa a korábbi túraautó-versenyző Franz Engstler fia, Luca lett. A hungaroringi második futamon szerzett egy 3. helyet, azonban a szezon további részét sorozatos sikertelenségek követték. 2019. augusztus 1-jén bejelentették, hogy szezonközben távozik az istállótól.
2020 – Átigazolás egy bajnok csapathoz
2020. március 24-én hivatalosan bejelentette a WTCR-ben bajnoki címet szerző olasz BRC Racing Team, hogy a magyar pilóta náluk folytatja pályafutását a 2020-as TCR Európa-kupában. A belgiumi Zolderben a dobogós harmadik pozícióban zárt.
2021
2021 májusában hivatalossá vált, hogy 2021-re visszatér korábbi csapatához, a Zengő Motorsporthoz. Az istállóval először csak a szlovákiai nyitányra írt alá megállapodást. Május 24-én az MNASZ elnöke, Oláh Gyárfás bejelentette, hogy ott lesz a francia fordulón is. Három nappal később a versenyző maga tudatta a szurkolókkal, hogy egyéb okok miatt mégsem jött össze az indulás.
2021. június 16-án bejelentésre került, hogy a vadonatúj elektromos TCR-bajnokságba igazol, ahol szintén a Zengő Motorsportot képviselte.

### WTCR
2018 – Sikeres vendégszereplés
Néhány héttel a Túraautó-világkupa mogyoródi versenyhétvégéje előtt kiderült, hogy Tassi Attila mellett Nagy Dani lesz a mezőny másik szabadkártyás indulója. A #99-es számú Hyundaijal a magyar már a szabadedzéseken és az időmérőn jó teljesítményt nyújtott, majd az első futamon hetedik lett, a másodikon felállhatott a dobogó második fokára, az utolsó versenyt pedig hatodikként zárta.
2022 – Hirtelen lehetőség
2022 áprilisában a Zengő Motorsport bejelentette, hogy 2022-ben teljes éves versenyző lett. A versenyző saját bevallása szerint úgy tervezte, hogy kihagy egy évet, ezért is érte váratlanul a lehetőség. Július 3-án a portugál utcai pályán, Vila Realban a második futam utolsó köreiben a szalagkorlátnak csapódott, amelyet már nem tudott elkerülni az Audi versenyzője, Nathanaël Berthon és nekiütközött. A leintést követően kivizsgálták és kiderült, hogy eltört a jobb mutatóujja. A következő, Vallelungában rendezett fordulót kihagyni kényszerült. Az Alsace GrandEst névre hallgató versenyen tért vissza. A szezon utolsó előtti felvonására, Bahreinre Boldizs Bence lett a csapattársa, ugyanis Robert Huff egyéb okok miatt távozott a csapattól. A szezonzáróra, egyben a WTCR történetének utolsó hétvégéjére Huff visszatért, ahol Nagy egy 7. helyet szerzett. A versenyzők összetettjében a 16. helyen végzett, 62 gyűjtött ponttal.

### A médiában
2020 óta állandó szakkommentátora és kommentátora a Formula–1 és az FIA Formula–2 bajnokság magyar közvetítéseinek az M4 Sporton, valamint a Boxutca csapatának tagja, szakértő-elemzőként.

## Eredményei

### Teljes TCR nemzetközi sorozat eredménylistája
| Év   | Csapat           | Autó                | 1   | 1   | 2   | 2   | 3   | 3   | 4   | 4   | 5   | 5   | 6   | 6   | 7   | 7   | 8   | 8   | 9   | 9   | 10  | 10  | 11  | 11  | Helyezés | Pont |
| 2015 | Zengő Motorsport | SEAT León Cup Racer | MAL | MAL | CHN | CHN | ESP | ESP | POR | POR | ITA | ITA | AUT | AUT | RUS | RUS | RBR | RBR | SIN | SIN | THA | THA | MAC | MAC | 36.      | 3    |
| ---- | ---------------- | ------------------- | --- | --- | --- | --- | --- | --- | --- | --- | --- | --- | --- | --- | --- | --- | --- | --- | --- | --- | --- | --- | --- | --- | -------- | ---- |
| 2015 | Zengő Motorsport | SEAT León Cup Racer |     |     |     |     |     |     |     |     |     |     |     |     |     |     | KI3 | NI  |     |     |     |     |     |     | 36.      | 3    |
| 2017 | Zengő Motorsport | SEAT León TCR       | GEO | GEO | BHR | BHR | BEL | BEL | ITA | ITA | AUT | AUT | HUN | HUN | GER | GER | THA | THA | CHN | CHN | UAE | UAE |     |     | 39.      | 0    |
| 2017 | Zengő Motorsport | SEAT León TCR       |     |     |     |     |     |     |     |     |     |     | 15  | NI  |     |     |     |     |     |     |     |     |     |     | 39.      | 0    |

### Teljes WTCC-s eredménysorozata
| Év   | Csapat           | Autó             | 1   | 1   | 2   | 2   | 3   | 3   | 4   | 4   | 5   | 5   | 6   | 6   | 7   | 7   | 8   | 8   | 9   | 9   | 10  | 10  | 11  | 11  | 12  | 12  | Helyezés | Pont |
| 2016 | Zengő Motorsport | Honda Civic WTCC | FRA | FRA | SVK | SVK | HUN | HUN | MAR | MAR | GER | GER | RUS | RUS | POR | POR | ARG | ARG | JPN | JPN | CHN | CHN | THA | THA | QAT | QAT | 24.      | 0    |
| ---- | ---------------- | ---------------- | --- | --- | --- | --- | --- | --- | --- | --- | --- | --- | --- | --- | --- | --- | --- | --- | --- | --- | --- | --- | --- | --- | --- | --- | -------- | ---- |
| 2016 | Zengő Motorsport | Honda Civic WTCC | VI  | VI  |     |     |     |     |     |     |     |     |     |     | 17  | KI  | 15  | 17  | 15  | 19  | 15  | 18  | T   | T   | 11  | 15  | 24.      | 0    |
| 2017 | Zengő Motorsport | Honda Civic WTCC | MAR | MAR | ITA | ITA | HUN | HUN | GER | GER | POR | POR | ARG | ARG | CHN | CHN | JPN | JPN | MAC | MAC | QAT | QAT |     |     |     |     | 19.      | 1    |
| 2017 | Zengő Motorsport | Honda Civic WTCC | 11† | 14  | 10  | KI  | 13  | KI  | 14  | KI  | 13  | 14  | 12  | 14  | KIZ | KIZ | 15  | 14  | 15  | 11  | 15  | 13  |     |     |     |     | 19.      | 1    |

† A versenyt nem fejezte be, de helyezését értékelték, mert a versenytáv több, mint 75%-át teljesítette.

### Teljes TCR Európa-kupa eredménysorozata
| Év   | Csapat           | Autó                       | 1   | 1   | 2   | 2   | 3   | 3   | 4   | 4   | 5   | 5   | 6   | 6   | 7   | 7   | Helyezés | Pont |
| 2018 | M1RA             | Hyundai i30 N TCR          | LEC | LEC | ZAN | ZAN | SPA | SPA | HUN | HUN | ASS | ASS | MNZ | MNZ | CAT | CAT | 5.       | 138  |
| ---- | ---------------- | -------------------------- | --- | --- | --- | --- | --- | --- | --- | --- | --- | --- | --- | --- | --- | --- | -------- | ---- |
| 2018 | M1RA             | Hyundai i30 N TCR          | 2   | 3   | 7   | 11  | 8   | 6   | 3   | 2   | 1   | KI  | KI  | 12  | 7   | 2   | 5.       | 138  |
| 2019 | M1RA             | Hyundai i30 N TCR          | HUN | HUN | HOC | HOC | SPA | SPA | RBR | RBR | OSC | OSC | CAT | CAT | MNZ | MNZ | 21.      | 60   |
| 2019 | M1RA             | Hyundai i30 N TCR          | 5   | 3   | 23  | 15  | 17  | KI  | 13  | KI  |     |     |     |     |     |     | 21.      | 60   |
| 2020 | BRC Racing Team  | Hyundai i30 N TCR          | LEC | LEC | ZOL | ZOL | MNZ | MNZ | CAT | CAT | SPA | SPA | JAR | JAR |     |     | 8.       | 202  |
| 2020 | BRC Racing Team  | Hyundai i30 N TCR          | 11  | 10  | 46  | 3   | 6   | 13  | 63  | 5   | 17  | 6   | 79  | 20† |     |     | 8.       | 202  |
| 2021 | Zengő Motorsport | Cupra León Competición TCR | SVK | SVK | LEC | LEC | ZAN | ZAN | SPA | SPA | NÜR | NÜR | MNZ | MNZ | CAT | CAT | 18.      | 60   |
| 2021 | Zengő Motorsport | Cupra León Competición TCR | 35  | 5   |     |     |     |     |     |     |     |     |     |     |     |     | 18.      | 60   |

† A versenyt nem fejezte be, de helyezését értékelték, mert a versenytáv több, mint 75%-át teljesítette.

### Teljes WTCR-es eredménysorozata
| Év   | Csapat           | Autó                       | 1   | 1   | 1   | 2   | 2   | 2   | 3   | 3   | 3   | 4   | 4   | 4   | 5   | 5   | 5   | 6   | 6   | 6   | 7   | 7   | 7   | 8   | 8   | 8   | 9   | 9   | 9   | 10  | 10  | 10  | Helyezés | Pont |
| 2018 | M1RA             | Hyundai i30 N TCR          | MAR | MAR | MAR | HUN | HUN | HUN | GER | GER | GER | NED | NED | NED | POR | POR | POR | SVK | SVK | SVK | CHN | CHN | CHN | WUH | WUH | WUH | JPN | JPN | JPN | MAC | MAC | MAC | 20.      | 36   |
| ---- | ---------------- | -------------------------- | --- | --- | --- | --- | --- | --- | --- | --- | --- | --- | --- | --- | --- | --- | --- | --- | --- | --- | --- | --- | --- | --- | --- | --- | --- | --- | --- | --- | --- | --- | -------- | ---- |
| 2018 | M1RA             | Hyundai i30 N TCR          |     |     |     | 7   | 2   | 6   |     |     |     |     |     |     |     |     |     |     |     |     |     |     |     |     |     |     |     |     |     |     |     |     | 20.      | 36   |
|      |                  |                            | 1   | 1   | 2   | 2   | 3   | 3   | 4   | 4   | 5   | 5   | 6   | 6   | 7   | 7   | 8   | 8   | 9   | 9   |     |     |     |     |     |     |     |     |     |     |     |     |          |      |
| 2022 | Zengő Motorsport | Cupra León Competición TCR | FRA | FRA | GER | GER | HUN | HUN | ESP | ESP | POR | POR | ITA | ITA | ALS | ALS | BHR | BHR | KSA | KSA |     |     |     |     |     |     |     |     |     |     |     |     | 16.      | 62   |
| 2022 | Zengő Motorsport | Cupra León Competición TCR | 13  | 11  | T   | T   | 17  | Ki  | Ki  | 4   | 12  | Ki  |     |     | 8   | 12  | 11  | 10  | Ki  | 7   |     |     |     |     |     |     |     |     |     |     |     |     | 16.      | 62   |

### Teljes Elektromos TCR-bajnokság eredménysorozata
| 9 | 9 | 10 | 9 | 10 |

## Magánélete
Testvére a magyar vízilabda-válogatott kapusa, Nagy Viktor, keresztapja Csuti László, az RCM Kupa promótere és a magyar Eurosport alkalmi szakkommentátora.

### Rokonság Csontváry Kosztka Tivadarral?
Sok éven át úgy tűnt, hogy Nagy Dani dédnagyapja Csontváry Kosztka Tivadar  volt (erről még a WTCC hivatalos weboldalán is cikkeztek), azonban a magyar versenyző 2018 nyarán maga ismerte el egy interjúban , hogy némi vizsgálódás után bebizonyosodott: közte és a híres festőművész között pusztán névrokonság áll fenn.